# João N'Tyamba
João Baptista N'Tyamba (Lubango, 20 de março de 1968) é um fundista e maratonista angolano.
N'Tyamba detém seis participações olímpicas.